# سوني بت
سوني بت (بالهندية: सोनीपत जिला)‏ هي مقاطعة في الهند، تقع في Rohtak division ‏، بلغ عدد سكانها 1,278,830 نسمة وذلك حسب إحصائيات سنة 2001، وبلغ عدد سكان المدن 453,364  نسمة في 2011، وبلغ عدد سكان الريف 996,637  نسمة في 2011، عاصمتها سونيبات، تبلغ مساحتها 2,260 كيلومتر مربع.

## أعلام
- يوغيشوار دوت
- راميش كومار